# دورة الزراعة
الدورة الزراعية تعد الدورة السنوية للأنشطة المتعلقة بنمو حصاد المحاصيل (النباتات). وتشمل هذه الأنشطة تخفيف التربة والبذر والري الخاص والنباتات المتحركة عندما تنمو أكبر، والحصاد، من بين أمور أخرى. وتشمل الخطوات الرئيسية للممارسات الزراعية، إعداد التربة والزرع وإضافة السماد والأسمدة والري والحصاد والتخزين.

## الزراعة
يعتمد العامل الأساسي في عملية البذر على خصائص كل من البذور والتربة التي يتم زرعها فيها. الخطوة السابقة المرتبطة بالبذور هي اختيار للمحاصيل، والتي تتكون اساساً من تقنيتين: الجنسي والتجنبي تشمل التقنية اللاجنسية جميع أشكال العملية الخضرية مثل التبرعم والتطعيم والطبقة. تنطوي التقنية الجنسية على نمو من البذور ويشار إلى التطعيم باسم طريقة التكاثر المصطنعة التي يتم فيها تجميع أجزاء من النباتات مع بعضها البعض، وذلك لجعلها ترتبط ببعضها البعض وتستمر في النمو كمصنع واحد. يطبق التطعيم بشكل رئيسي على جزئين من النبات: ديكوت وعاريات البذور بسبب وجد الكامبيوم الأوعية الدموية بين الأنسجة النباتية: الزيليم واللحاء. يتكون النبات المطعمة من جزأين: أول جزء الجذر ، وهو الجزء السفلي من النباتات التي تحتوي على الجذور والجزء السفلي من التصوير. ثانياً الفروع والساق الأساسي ، والذي يتكون من الجزء العلوي الجزء الرئيسي من تبادل النار الذي يتطور تدريجياً إلى مصنع تغذية كامل.
تبرعم، هو شكل آخر من أشكال التكاثر اللاجنسي حيث يتطور النبات الجديد من مصدر موضوعي منتج للنبات الأم. وهي طريقة يتم فيها ضم برعم النبات إلى ساق نبات آخر. يتم تطوير النبات الذي يتم فيه غرس البرعم في نهاية المطاف إلى نسخة طبق الأصل من النبات الأم. يمكن للمصنع الجديد إما أن يحول طرقه إلى تشكيل مصنع مستقل، ولكن في حالات عديدة قد تبقى مرفقة وتشكل تراكمات مختلفة.